# Vlag van Windsor

Vlag van Windsor (ratio 1:2)

De vlag van Windsor werd ontworpen door een onbekende burger tijdens een plaatselijke wedstrijd in 1971. Het blauw en wit staan respectievelijk voor de rivier de Detroit en de Sint-Laurenszeeweg. De vlag bevat het zegel van de stad linksboven en een roos rechtsonder, waarmee het motto van Windsor, "The Rose City"/"City of Roses", wordt benadrukt. Het stadszegel werd in 1992 vervangen door een bedrijfszegel. De datum 1854 op het zegel geeft de einddatum aan waarop de spoorlijn naar Windsor volledig werd aangelegd en de stad werd gevormd door de samenvoeging van verschillende andere nederzettingen. Het is ook de datum waarop de stad werd gesticht.
Op 8 mei 1992 kende de Canadian Heraldic Authority officieel een nieuwe vlag toe aan Windsor (Blauw veld met een wit vierkant in het midden, met daarin het schild van het wapen van Windsor), maar het lijkt erop dat, nadat het Letters patent was uitgegeven, de stad weigerde om de nieuwe vlag officieel aan te nemen.